# Bryan Teixeira
Bryan Teixeira (Savigny-le-Temple, Francia, 1 de septiembre de 2000) es un futbolista de Cabo Verde nacido en Francia que juega en la posición de extremo y que actualmente milita en el 1. FC Magdeburg de la 2. Bundesliga.

## Carrera

### Club
| Periodo   | Club                           |
| --------- | ------------------------------ |
| 2018-2022 | Clermont Foot II               |
| 2019–2022 | Clermont Foot                  |
| 2020      | → US Concarneau (cedido)       |
| 2020–2021 | → US Orléans (cedido)          |
| 2021–2022 | → SC Austria Lustenau (cedido) |
| 2022–2023 | SC Austria Lustenau            |
| 2023–     | SK Sturm Graz                  |
| 2024–     | → 1. FC Magdeburg (cedido)     |

### Selección nacional
Nacido en Francia, Teixeira tiene ascendencia de Cabo Verde. A nivel de selecciones nacionales representó a Cabo Verde en un partido en 2019 en la categoría sub-20.
Terminó debutando con Cabo Verde en la derrota por 0-1 ante Ecuador en un partido amistoso el 11 de junio de 2022 entrando de cambio.
En diciembre de 2023 fue convocado por el entrenador Bubista para jugar en la Copa Africana de Naciones 2023, donde anotó su primer gol internacional en el empate 2-2 ante Egipto en Abiyán.

## Logros
- Copa de Austria: 2022-23
- Austrian Football Second League: 2021–22[4]